# Аланап
Алана́п — село в Верхнебуреинском районе Хабаровского края. Административный центр Аланапского сельского поселения.

## Население
| 1992 | 2002 | 2010 | 2011 | 2012 | 2021 |
| ---- | ---- | ---- | ---- | ---- | ---- |
| 666  | ↘362 | ↘227 | →227 | ↘214 | ↘180 |

## Улицы
| - ул. Гаражная, - ул. Дружбы, - ул. Лазо, - ул. Озёрная, | - ул. Рабочая, - ул. Советская, - ул. Центральная, - ул. Школьная. |

## Инфраструктура
В селе действуют одноимённая железнодорожная станция, предприятия ОАО «РЖД», ЗАО ДВМП «Стандарт», ООО «Востокстроймеханизация», ООО «Тепловик».